# 巴奇博尔绍德
巴奇博尔绍德，是匈牙利南部巴奇-基什孔州所辖的一个村，总面积77.52平方公里，总人口1245，人口密度16人/平方公里（2008年）。地理坐标为46.09430°N 19.15902°E。